# Allotropa europus
Allotropa europus är en stekelart som först beskrevs av Walker 1838.  Allotropa europus ingår i släktet Allotropa och familjen gallmyggesteklar. Inga underarter finns listade i Catalogue of Life.